# Ке (вірменська літера)
Ք, ք (ке, вірм. քե) — тридцять шоста літера вірменської абетки. 
Позначає звук /kʰ/. 
Числове значення — 9000. 
В Юнікоді має такі коди: U+0554 для Ք, U+0584 для ք.
В інших типах кодування відсутня.